# Greenwood (Caroline du Sud)
Pour les articles homonymes, voir Greenwood.
La ville de Greenwood est le siège du comté de Greenwood, situé en Caroline du Sud, aux États-Unis.

## Démographie
| 1870 | 1880 | 1890  | 1900  | 1910  | 1920  |
| ---- | ---- | ----- | ----- | ----- | ----- |
| 700  | 745  | 1 326 | 4 824 | 6 614 | 8 703 |

| 1930   | 1940   | 1950   | 1960   | 1970   | 1980   |
| ------ | ------ | ------ | ------ | ------ | ------ |
| 11 020 | 13 020 | 13 806 | 16 644 | 21 069 | 21 613 |

| 1990   | 2000   | 2010   | - | - | - |
| ------ | ------ | ------ | - | - | - |
| 20 807 | 22 071 | 23 222 | - | - | - |